# Афганский Туркестан

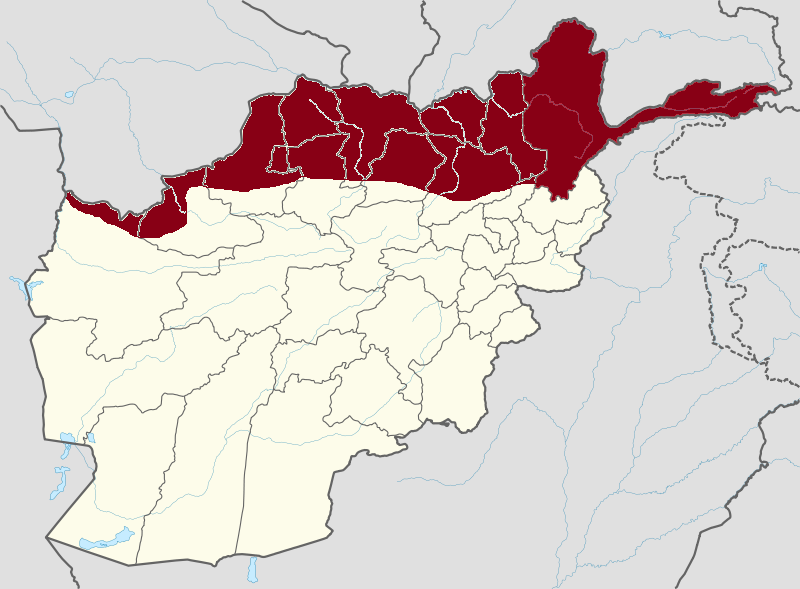
Приблизительная территория Афганского (Южного) Туркестана

Афга́нский Туркеста́н (перс. ترکستان افغان‎ / Torkistâne Afghân; дари ترکستان افغان / Turkistâni Afghân; узб. افغان ترکستانی / Afgʻon Turkistoni; туркм. افغان ترکستانی / Owgan Türkistani;, также известен как Ю́жный Туркеста́н (перс. ترکستان جنوبی‎ / Torkistâne Janubi; дари ترکستان جنوبی / Turkistâni Janubi; узб. جنوبی ترکستان / Janubiy Turkiston; туркм. جنوبی ترکستان / Günorta Türkistan) и Чар-вилайет — территория от реки Мургаб до Гиндукуша, которая во второй половине XIX века составила провинцию Афганского государства, стала называться Афганским Туркестаном. Регион на севере Афганистана, на границе с Туркменистаном, Узбекистаном и Таджикистаном.

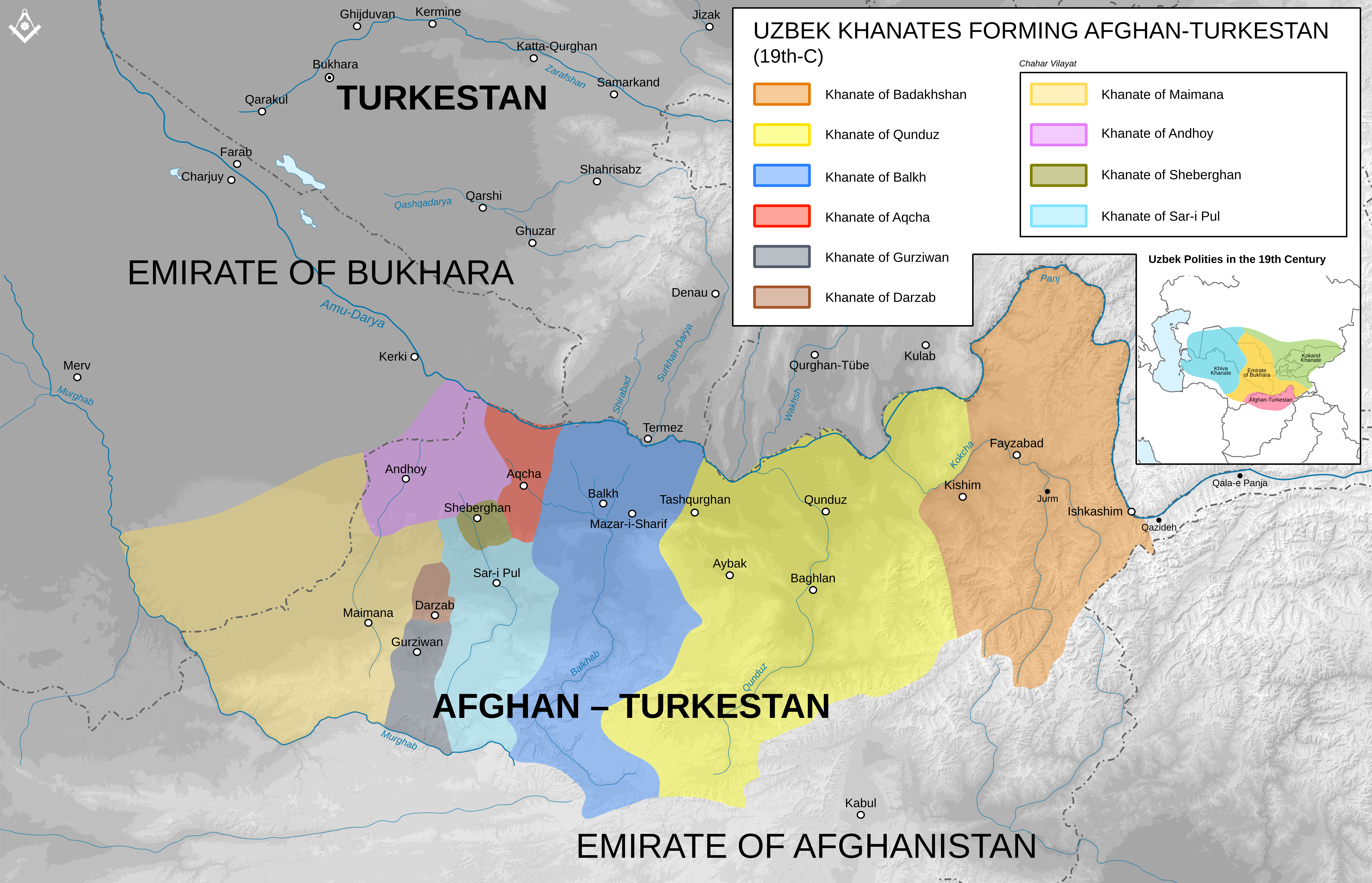
Карта узбекских ханств, образующих Афганский Туркестан, XIX век.

В XIX веке в Афганистане существовала провинция под названием Туркестанская с центром в Мазари-Шарифе, которая была упразднена афганским эмиром Абдур-Рахманом. На её территории были сформированы современные провинции Балх, Кундуз, Джаузджан, Сари-Пуль и Фарьяб.

## География

Флаг Южного Туркестана

В исторических сведениях к Афганскому Туркестану относится территория от слияния реки Кокча с Амударьей на северо-востоке до провинции Герат на юго-западе составляющее около 500 миль (800 км) в длину, со средней шириной от северной границы Афганистсна до Гиндукуша 114 миль (183 км). Таким образом, она составляла около 57 000 квадратных миль (150 000 км2) или примерно 2/9 территории Афганистана. В неё вошли территории бывших узбекских ханств:
- Чар-вилайет:

- Акчинское ханство;
- Андхойское ханство;
- Сарыпульское ханство;
- Шибирханское ханство;

- Бадахшанское ханство;
- Балхское ханство;
- Гурзиванское ханство;
- Дарзабское ханство;
- Кундузское ханство;
- Мейменское ханство;
- Хульмское ханство.

## История
Древний Балх или Бактрия была неотъемлемой частью Бактрийско–Маргианского археологического комплекса. В V веке до н.э., она стала провинцией Ахеменидской Империи, а позднее стала частью империи Селевкидов. Около 250 года до н.э. Диодот I, правитель Бактрии при Селевкидах, провозгласил свою независимость и начал историю греко-бактрийских династий, которые уступили Парфянским и кочевым движениям около 126 года до н.э. После этого наступила буддийская эпоха, которая оставила свои следы в гигантских скульптурах в Бамиане и высеченных в скале помещений храма Хайбака. Район был опустошён Чингисханом, и с тех пор никогда полностью не восстановил прежнее своё процветание. После территория принадлежала Тимуридам и с XVI века Бухарскому ханству. В XVIII веке она входила в состав афганских владений Ахмад-Шаха Дуррани (1747—1772), и после него его сына Тимур-Шаха Дуррани (1772—1793). Но в братоубийственных войнах сыновей Тимур-Шаха отдельные ханства отошли под независимое правление различных узбекских вождей. В начале XIX века они принадлежали Бухарскому эмирату. Но при эмире Дост Мухаммеде афганцы захватили Балх и Ташкурган в 1850 году, Акчу и четыре западных ханства в 1855 году и Кундуз в 1859 году. Суверенитет над Андхой, Шибирхан, Сарыпуль и Маймана был предметом спора между Бухарой и Кабулом, до урегулирования англо-российского соглашения 1873 года в пользу афганских претензий. При жёстком правлении Абдур-Рахмана (1880—1901) эти отдаленные территории были тесно подчинены к Кабулу. После вступления на престол Хабибулла-хана узы с афганским Туркестаном вновь ослабли. В 1890 году Катаган и Бадахшан были разделены от афганского Туркестана и была создана новая Катагано-Бадахшанская провинция.